# Заря (Пуховичский район)
Заря (бел. Зара) — деревня в Пуховичском районе Минской области. Входит в состав Туринского сельсовета.

## Географическое положение
Находится примерно в 15,5 километрах северо-восточнее райцентра и в 12,5 километрах от железнодорожной станции Пуховичи на линии Минск—Осиповичи, в 57,5 км от Минска.

## История
Во второй половине XIX века на месте нынешней деревни располагался господский двор Новые Волоки (в дальнейшем — Новые Уволоки), относившийся к Пуховичской волости Игуменского уезда Минской губернии. На 1908 год имение, где было 2 двора, где проживали 106 человек. На 1917 год здесь насчитывался 1 двор и 90 жителей (44 мужчины и 46 женщин). В 1920-е годы после установления советской власти на месте бывшего двора был основан посёлок Заря, вошедший в состав Туринского сельсовета Пуховичского района (с 20 февраля 1938 — Минской области). Согласно переписи населения СССР 1926 года здесь насчитывалось 16 дворов, проживали 83 человека. В период Великой Отечественной войны оккупирован немецко-фашистскими захватчиками в конце июня 1941 года. Освобождён в начале июля 1944 года. На 1960 год посёлок, где проживали 75 человек. В 1981 году Заря относилась к колхозу «Знамя коммунизма» (бел. Сцяг камунізму). По состоянию на 2002 год деревня в составе Туринского сельсовета, где было 8 круглогодично обитаемых дворов, 13 постоянных жителей. На 2007 год 5 дворов и 8 жителей. На 2010 год круглогодично жилых домов 7, постоянных жителей 11. К 2012 году число дворов и жителей вновь снизилось до уровня 2007 года. На 2013 год деревня относилась к СПК «Турин»

## Население
- 1897 —
- 1908 — 2 двора, 106 жителей
- 1917 — 1 двор, 90 жителей
- 1926 — 16 дворов, 83 жителя
- 1960 — 75 жителя
- 2002 — 8 дворов, 13 жителей
- 2007 — 5 дворов, 8 жителей
- 2010 — 7 дворов, 11 жителей
- 2012 — 5 дворов, 8 жителей
- 2019 —